# Boynton Beach
Boynton Beach je město ve Spojených státech amerických. Nachází se v okrese Palm Beach County ve státě Florida. Ve městě žije přibližně 80 tisíc obyvatel a jeho rozloha činí 42,8 km². Leží 92 kilometrů severně od Miami. Po West Palm Beach a Boca Raton je město třetím nejlidnatějším městem v Palm Beach County.
Město bylo založeno roku 1895 a bylo pojmenováno po Nathanu Boyntonovi. Ve městě se nachází mj. Boynton Beach Mall.

## Rodáci
- Vince Wilfork (* 1981)